# Hooglanddwergsalangaan
De hooglanddwergsalangaan (Collocalia isonota) is een kleine soort gierzwaluw. Het is een endemische vogelsoort van de Filipijnen. Voor 2017 werd de vogel beschouwd als een ondersoort van de witbuikdwergsalangaan (C. esculenta). 

## Herkenning
De vogel is 9 tot 10 cm lang. Deze dwergsalangaan is donker van boven en vuilwit van onder, de staart is niet gevorkt maar recht afgesneden.

## Verspreiding en leefgebied
Er zijn twee ondersoorten:
- C. i. isonota: noordelijk Luzon.
- C. i. bagobo: Mindanao, Mindoro en de Sulu-eilanden.

Het leefgebied bestaat uit vochtig tropisch montaan bos.